# Touch My Body (canção de Sistar)
Touch My Body é uma canção do girl group sul-coreano Sistar.

## Desempenho nas paradas
| Parada             | Melhor posição |
| ------------------ | -------------- |
| Gaon Singles chart | 1              |

## Créditos e pessoal
- Hyorin – vocais
- Soyou – vocais
- Dasom – vocais
- Bora – batida
- Rado – produção, composição, arranjador, música
- Choi Kyu Sung – produção, composição, música